# ليندا نصار
ليندا نصار هي كاتبة وشاعرة لبنانية وُلدت في الكويت عام 1981، وحصلت على ماستر في الأدب العربي من كلية الآداب والعلوم الإنسانية بالجامعة اللبنانية، ثم عملت كمعلمة للغة العربية بمدرسة سيتي إنترناشيونال سكول الدولية في منطقة زقاق البلاط بيروت، وهي عضو باتحاد الكتّاب اللبنانيين.

## كتاباتها ومؤلفاتها
ألفت ليندا نصار عدداً من المؤلفات التي تنوعت ما بين الدواوين الشعرية، وأدب الأطفال، والدراسات النقدية، ومن أهمها:
- اعترافات مجنونة (شعر): صدر عام 2012 عن دار خطوط وظلال للنشر والتوزيع بعمّان.[3]
- تكنولوجيا ولكن (قصة للأطفال): صدرت عام 2013 عن دار أصالة للنشر والتوزيع بعمّان.[4]
- أمي صاحبة الكاراج (قصة للأطفال): صدرت عام 2013 عن دار أصالة للنشر والتوزيع بعمّان.
- إيقاعات متمرّدة (شعر): صدر عام 2014 عن دار خطوط وظلال للنشر والتوزيع بعمّان.[5]
- متسول ولكن (قصة للأطفال): صدرت عام 2015 عن دار أصالة للنشر والتوزيع بعمّان.
- أغنّي بالعربية (كتاب للأطفال): صدر عام 2015 عن دار العلم للملايين للنشر والتوزيع بعمّان، ويحوي 25 أغنية للأطفال.
- طيف بلا ظلّ (شعر): صدر عام 2016 عن دار خطوط وظلال للنشر والتوزيع بعمّان.[2]
- لأني في عزلة (شعر): صدر عام 2017 عن دار النهضة العربية للنشر والتوزيع ببيروت.[6][7]
- الغرفة 23 وقصائد أخرى (شعر): صدر عام 2020 عن دار خطوط وظلال للنشر والتوزيع بعمّان، ويضم 18 قصيدة حملت عناوين مثل «الشاعرة»، و«الغرفة 23»، و«نوتة 36»، و«دهشة رقم جديد»، و«نب أيسر»، و«حدود زجاجية في الغرفة»، و«سفر أبيض»، و«قفل لثياب غرفة شفافة»، و«الحزام الأسود»، و«إلى بحيرة عزلاء»، وغيرها.[8][9]
- تحولات النقد الأدبي في الصحف العربية (دراسة نقدية): صدر عام 2020 عن دار خطوط وظلال للنشر والتوزيع بعمّان.[10]

## الجوائز
حظيت الشاعرة ليندا نصار بتكريم العديد من الجهات المحلية والعربية، وحصلت على عدة جوائز أدبية من أهمها:
- جائزة جنان خليل للشعراء العرب الشباب